# Седетаны

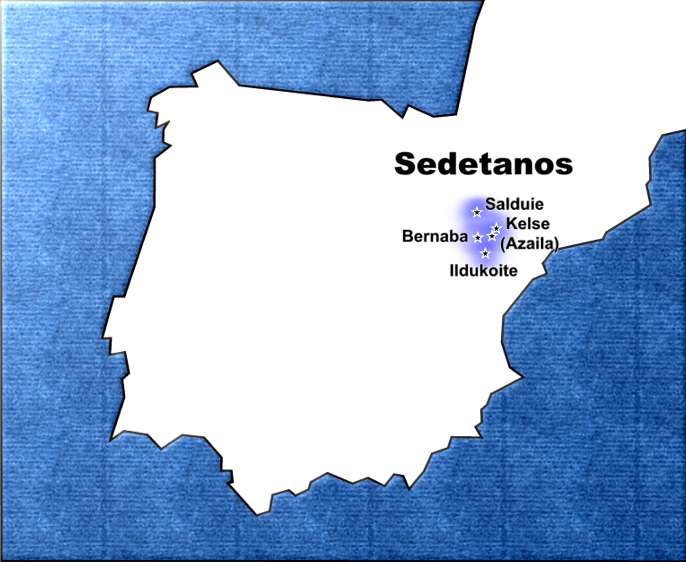
Область расселения седетанов

Седетаны (лат. Sedetani) — древнее племя, жившее на территории римской провинции Тарраконская Испания, в средней части долины реки Эбро. Упоминаются у Тита Ливия. вместе с суессетанами, с которыми подняли восстание против римского господства в начале II века до н. э..
Своё имя племя получило по названию столицы Sedeis или Sedeisken. Чеканили собственную монету. Их главными городами были: Асайла, Велилья-де-Эбро, который по всей видимости являлся главным их городом, Ольете, Асуара и некоторые другие, упомянутые у таких авторов, как Птолемей и Страбон.
Седетаны жили к югу от реки Эбро, на севере они граничили с суессетанами и илергетами, на юго-востоке — с илеркаонами, на западе — с кельтиберами.
Декоративные мотивы в керамике, производимой седетанами сближают их с эдетанами.

## Происхождение и язык
По всей видимости изначально были потомками центральноевропейской Гальштатской культуры. Первоначально расселились в районе современной Валенсии, но позже мигрировали в среднюю часть долины реки Эбро, на юге которой и осели.
Говорили на языке индоевропейского происхождения, близком кельтиберскому, на котором сохранились надписи датированные 70 годом до н. э. В I веке до н. э. материальная культура седетанов была всё ещё кельтиберской, хотя уже сильно романизированной.

## Экономика
Основой экономики седетанов было сельское хозяйство. Они культивировали ячмень, рожь, просо и овёс, сохраняя собранный урожай в специальных хранилищах.
Были развиты виноделие и скотоводство, а также текстильное производство на основе шерсти и льна.